# 箭鎮
箭镇（英語：Arrowtown）位于新西兰南岛奥塔哥地区的西南部，箭河岸边，属于昆士敦湖区，是南岛著名的历史名镇。

## 历史
箭镇建立于1867年，19世纪中期的淘金热时期。大量来自欧洲和中国的矿工涌入箭镇掘金，使其人口一度达到7,000人，并在周边建立了Macetown, Skipper和 Bullendale等一系列掘金镇。中国矿工一度占据了40%的矿工人口，并在箭河岸边建立了一个华人社区。到20世纪初期，箭镇周边的金矿逐渐枯竭，箭镇的辉煌时期逐渐过去，各国矿工逐渐离开，各个掘金镇也被废弃。到1960年代，箭镇的人口降到不足200人。到2006年，箭镇人口恢复到2151人。1989年，箭镇被划归皇后镇湖区。
由于金矿的枯竭和19世纪末期的一系列排华法案，居住在箭镇的华人逐渐减少，华人社区也逐渐消亡。随着1930年代最后一个华人病逝，箭镇的华人社区彻底消失了。箭镇见证了新西兰的淘金历史，保留了大量由欧洲人和中国人建造的历史建筑。箭镇中的湖区博物馆亦收藏了大量本地淘金历史的照片和文物。箭河岸边的华人社区遗迹在各界努力下被恢复，并以“阿林商店”为核心建造了箭镇华人社区遗迹保护地。

## 名人
- Ebenezer Sandford (1848–1897), 政治家。